# Josh Bell (baseball, 1986)
Pour les articles homonymes, voir Josh Bell et Bell.
Joshua L. Bell, né le 13 novembre 1986 à Rockford (Illinois) aux États-Unis, est un ancien joueur américain de baseball ayant évolué comme joueur de troisième but en Ligue majeure de 2010 à 2012.

## Carrière
Après des études secondaires à la Santaluces Community High School de Lake Worth (Floride), Josh Bell est repêché le 7 juin 2005 par les Dodgers de Los Angeles au quatrième tour de sélection. Il perçoit un bonus de 212 000 dollars à la signature de son premier contrat professionnel le 17 juin 2005. 
Encore joueur de Ligues mineures, il est transféré chez les Orioles de Baltimore le 30 juillet 2009 à l'occasion d'un échange. En compagnie d'un autre joueur des ligues mineures, le lanceur Steve Johnson, il passe aux Orioles de Baltimore le 30 juillet 2009 pour le lanceur George Sherrill.
Bell fait ses débuts dans les majeures le 1er juillet 2010 dans l'uniforme des Orioles. Il obtient son premier coup sûr en carrière le même jour aux dépens de Trevor Cahill des Athletics d'Oakland. Le 21 août suivant, il connaît un match de deux coups de circuit et cinq points produits face aux Rangers du Texas. Ses deux premiers circuits en carrière sont frappés aux dépens du lanceur Cliff Lee. Bell compte 3 circuits et 12 points produits en 53 matchs à sa première saison avec Baltimore.
Il n'est rappelé des mineures que pour 26 parties en 2011 et ne frappe que pour une faible moyenne au bâton de ,164 avec les Orioles, obtenant 6 points produits.
Le 21 avril 2012, les Orioles transfèrent Bell aux Diamondbacks de l'Arizona contre le lanceur gaucher Mike Belfiore. Il obtient un circuit et quatre points produits en 21 matchs avec son nouveau club. Après la saison, il rejoint les White Sox de Chicago.

## Statistiques
| Saison | Équipe    | G  | AB  | R  | H  | 2B | 3B | HR | RBI | SB | BA   |
| ------ | --------- | -- | --- | -- | -- | -- | -- | -- | --- | -- | ---- |
| 2010   | Minnesota | 53 | 159 | 15 | 34 | 5  | 0  | 3  | 12  | 0  | .214 |
| Totaux | Totaux    | 53 | 159 | 15 | 34 | 5  | 0  | 3  | 12  | 0  | .214 |

Note : G = Matches joués ; AB = Passages au bâton; R = Points ; H = Coups sûrs ; 2B = Doubles ; 3B = Triples ; 
HR = Coup de circuit ; RBI = Points produits ; SB = Buts volés ; BA = Moyenne au bâton.